# 허위저
허위저(중국어: 何雨哲, 병음: Hé Yŭzhé, 한자음: 하우철, 1995년 3월 8일 ~ )는 중국의 수영 선수로 주 종목은 평영이다. 2014년 인천 아시안 게임 여자 평영 50m 경기에서 동메달을 확득했다.